# NKX2-4
NKX2-4 (англ. NK2 homeobox 4) – білок, який кодується однойменним геном, розташованим у людей на короткому плечі 20-ї хромосоми. Довжина поліпептидного ланцюга білка становить 354 амінокислот, а молекулярна маса — 36 179.
| 10         |  | 20         |  | 30         |  | 40         |  | 50         |
| ---------- |  | ---------- |  | ---------- |  | ---------- |  | ---------- |
| MSLSPKHTTP |  | FSVSDILSPI |  | EETYKKFSGA |  | MDGAPPGLGA |  | PLGAAAAYRA |
| PPPGPSSQAA |  | TVAGMQPSHA |  | MAGHNAAAAA |  | AAAAAAAAAA |  | ATYHMPPGVS |
| QFPHGAMGSY |  | CNGGLGNMGE |  | LPAYTDGMRG |  | GAATGWYGAN |  | PDPRYSSISR |
| FMGPSAGVNV |  | AGMGSLTGIA |  | DAAKSLGPLH |  | AAAAAAAPRR |  | KRRVLFSQAQ |
| VYELERRFKQ |  | QKYLSAPERE |  | HLASMIHLTP |  | TQVKIWFQNH |  | RYKMKRQAKD |
| KAAQQLQQEG |  | GLGPPPPPPP |  | SPRRVAVPVL |  | VKDGKPCQNG |  | ASTPTPGQAG |
| PQPPAPTPAP |  | ELEELSPSPP |  | ALHGPGGGLA |  | ALDAAAGEYS |  | GGVLGANLLY |
| GRTW       |  |            |  |            |  |            |  |            |

A: Аланін

C: Цистеїн

D: Аспарагінова кислота

E: Глутамінова кислота

F: Фенілаланін

G: Гліцин

H: Гістидин

I: Ізолейцин

K: Лізин

L: Лейцин

M: Метіонін

N: Аспарагін

P: Пролін

Q: Глутамін

R: Аргінін

S: Серин

T: Треонін

V: Валін

W: Триптофан

Кодований геном білок за функцією належить до білків розвитку. 
Білок має сайт для зв'язування з ДНК. 
Локалізований у ядрі.